# Ray McKinley
Ray McKinley (18. června 1910 Fort Worth, Texas – 7. května 1995 Largo, Florida) byl americký jazzový bubeník, zpěvák a bandleader.

## Dílo
Ray McKinley napsal text válečné písně "My Guy's Come Back" z roku 1945 s hudbou Mela Powella. Píseň nahrál Benny Goodman, nazpívala ji Lizy Morrowová a vyšla jako Columbia Records 78 single v roce 1945 a jako V-Disc v únoru 1946 jako číslo 585A. V roce 1947 složil skladby "Jiminy Crickets", "Bahama Mama" a "Hoodle Addle". Získal ocenění za "Beat Me Daddy, Eight to the Bar", kterou složil pod jménem své ženy.

## Vybraná diskografie

### Hit Records
- 7005: I'll Keep The Lovelight Burning // Who Wouldn't Love You (1942)
- 7006: Got The Moon In My Pocket // This Is Worth Fighting For (1942)

### Capitol Records
- 117: Manhattan Serenade // Without A Song (1942)
- 128: Rock-a-bye Bay // That Russian Winter (1942)
- 131: Big Boy // Hard Hearted Hannah (1943)

### Majestic Records
- 7169: Patience And Fortitude // You've Got Me Crying Again (1946)
- 7178: We'll Gather Lilacs // Have Ya' Got Any Gum, Chum (1946)
- 7184: In The Land Of The Buffalo Nickel // Sand Storm (1946)
- 7189: Down The Road A Piece // One Love (1946)
- 7190: I'm A Big Girl Now, Pt. 1 // I'm A Big Girl Now, Pt. 2 (1946) - both sides credited to Ray McKinley & His Soda

### Fountain Seven
- 7201: That Little Dream Got Nowhere // Hangover Square (1946)
- 7206: Borderline // Tumblebug (1946)
- 7207: Passe // Hoodle-addle (1946) - just McKinley's quartet on the B-side
- 7211: That's Where I Came In // Howdy Friends (1946)
- 7216: Red Silk Stockings and Green Perfume // Jiminy Crickets (1946)
- 7223: Ivy // Meet Me At No Special Place (And I'll Be There At No Particular Time) (1947)
- 7249: Pancho Maxmillian Hernandez // The Turntable Song (1947)
- 7274: Civilization (Bongo, Bongo, Bongo) // Those Things Money Can't Buy (1947)
- 7275: Your Red Wagon // A Man's Best Friend Is A Bed (1947)
- 1185: Over The Rainbow // You Don't Have To Know The Language (1947)
- 1187: Mint Julep // Lazy Bones (1947)

### RCA Victor
- 20-2736: Airizay // Cincinnati (1947)
- 20-2768: Tambourine // A Man Could Be A Wonderful Thing (1947)
- 20-2873: Put 'em in a Box, Tie 'em with a Ribbon, and Throw 'em in the Deep Blue Sea // You Can't Run Away from Love (1947)
- 20-2913: You Came A Long Way From St. Louis // For Heaven's Sake (1947)
- 20-2993: All The Way From San Jose // Bahama Mama (1947)
- 20-3049: My Kind Of Love // The Morning Glory Road (1947)
- 20-3086: Idiot's Delight // Cyclops (1947)
- 20-3097: All The Way From San Jose // Mumbo Jumbo In Your Gumbo (1947)
- 20-3124: What Did I Do // The Morning Glory Road (1947)
- 20-3334: Sunflower // Little Jack Frost Get Lost (1949)
- 20-3377: The Missouri Walking Preacher // Similau (1949)
- 20-3436: I'm Not Too Sure Of My L'amour // I Wanna Be Loved (1949)
- 20-3507: Only For Americans! // Every Night Is Saturday Night (1949)
- 20-3546: Where Did The Wild West Go // Sarong (1949)
- 20-3660: My Heart Stood Still // Blue Moon (1950)
- 20-3661: You Took Advantage Of Me // It's Easy To Remember (1950)
- 20-3662: Blue Room // Thou Swell (1950)
- 20-3678: I Gotta Have My Baby Back // For You My Love (1950)
- 20-3709: I Don't Wanna Be Kissed (By Anyone But You) // The Third Man Theme (1950)
- 20-3769: The Lonesomest Whistle // Cane Bottom Chair (1950) - the B-side credited to Ray McKinley & Some Of The Boys
- 20-3849: Rock-a-bye The Boogie // Boogie Woogie Washerwoman (1950)
- 20-3973: Sam, Don't Slam The Door! // Mama's Gone, Good Bye (1950)